# Rejon Jedyńce
Rejon Jedyńce (rum. Raionul Edineț) – rejon administracyjny w północnej Mołdawii.

## Demografia
Liczba ludności w poszczególnych latach:
| 1959  | 1970  | 1979  | 1989  | 2004  | 2014  |
| ----- | ----- | ----- | ----- | ----- | ----- |
| 78042 | 85542 | 91713 | 94001 | 81390 | 81600 |